# Anthony Michael Hall

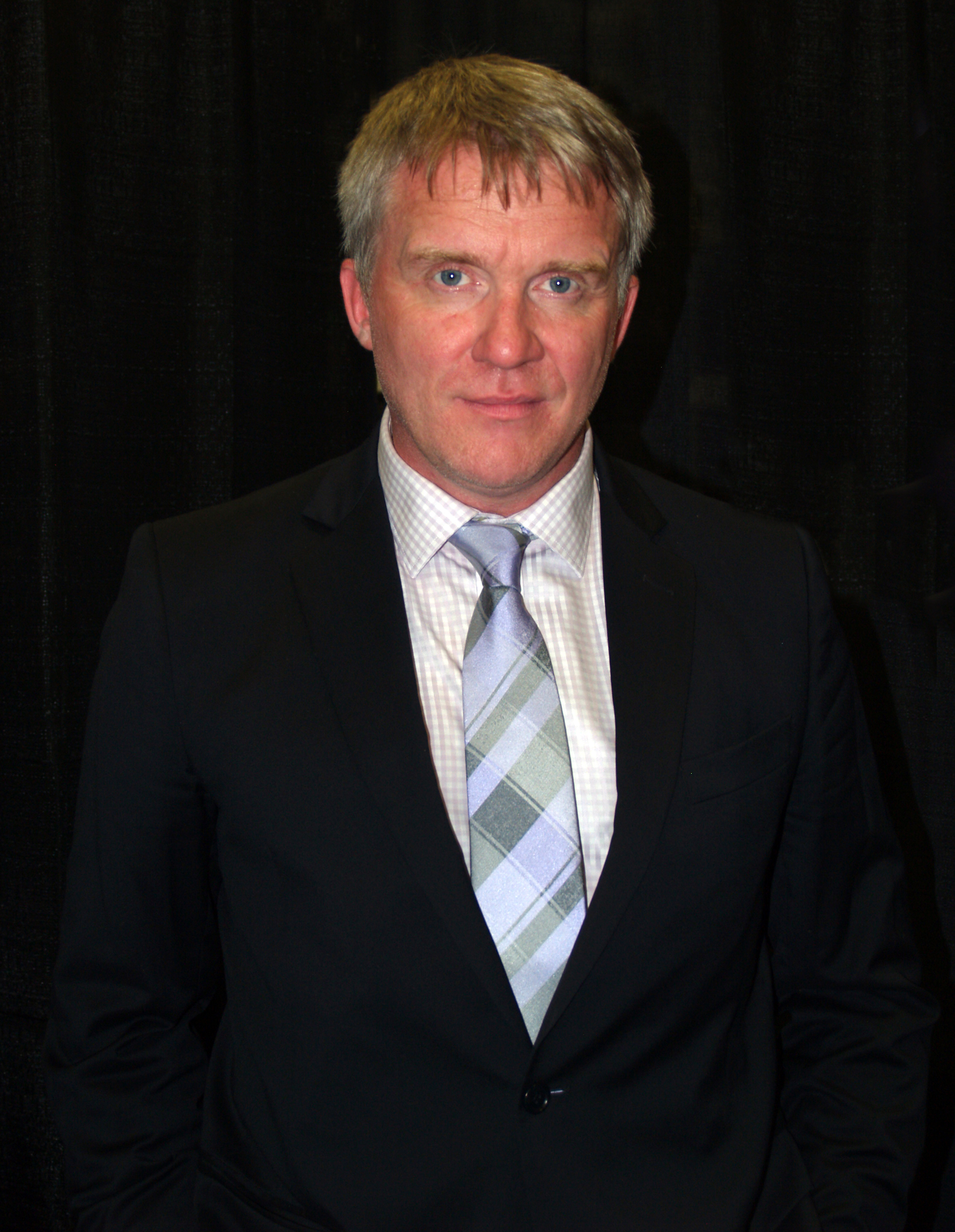
Anthony Michael Hall în 2013

Michael Anthony Hall (n. 14 aprilie 1968, Boston) (cunoscut profesional ca Anthony Michael Hall) este un actor american, producător de filme și regizor. 

## Filmografie selectivă
- O vacanță de tot râsul (1983)
- Școala de sâmbătă (1985)
- Pirații din Silicon Valley (1999)
- Profetul din grotă (2001)
- Dead in Tombstone (2013)

## Legături externe
- Anthony Michael Hall la Internet Movie Database
- Anthony Michael Hall la Allmovie